# Lista över eponymer
Detta är en lista över eponymer i alfabetisk ordning.

## A
- Niels Abel, se: Abelsk grupp
- Johannes Abromeit, se: Abromeítia, Abromeitiélla
- Erik Acharius, se: Achária
- Achaimenes, se: Achímenes
- Adam, se: Adamsäpple
- James Adams, se: Adamsii
- Johan M. Adams, se: Adamsia
- Robert Adams, se: Adams-Stokes syndrom
- Roger Adams, se: Adamsit
- Michel Adanson, se: Adansonia
- Thomas Addison, se: Addisons sjukdom
- Len Adleman, se: RSA
- Adonis
- Afrodite, se: Afrodisiakum
- Adam Afzelius, se: Afzelia
- Maria Agnesi, se: Agnesis häxa
- Alfred V. Aho, se: awk
- Aiolos, se: Eolsharpa
- Akilles, se: Achilléa, Achilleifólius, Akilleshäl
- Johan Christofer Albers, se: Albérsia
- Heinrich Ernst Albers-Schönberg, se: Albers-Schönbergs sjukdom
- Filippo del Albizzi, se: Albizia
- Stanesby Alchorne, se: Alchornea
- Ulisse Aldrovandi, se: Aldrovanda
- Hannes Alfvén, se: Klein-Alfvéns kosmologi, Alfvénvågor, Alfvénhastighet, Alfvénradie, Alfvénlaboratoriet
- Frederic Allemand, se: Allemanda
- James Van Allen, se: Van Allen-bältena
- Carlo Allioni, se: Allionia
- François Alluaud, se: Alluaudia
- Johan Almkvist, se: Almkvista
- Prospere Alpini, se: Alpinia
- Arthur Cecil Alport, se: Alports syndrom
- Jonas Alströmer, se: Alströmeria
- Alois Alzheimer, se: Alzheimers sjukdom
- André Marie Ampère, se: Ampere, Ampères lag
- H.C. Andersen se: H.C. Andersen-medaljen
- Andreas, se: Andreaskors, St Andrews
- Harry Angelman, se: Angelmans syndrom
- Apollonios från Perga, Apollonios cirkel
- Silvain Arent, se: Arend-Rolands komet
- Ariadne, se: Ariadnetråd
- Arius, se: Arianism
- Arkimedes, se: Arkimedes princip, Arkimedes axiom, Arkimedes skruv
- Kenneth Arrow, se: Arrows sats
- Emil Artin, se: Artins konstant
- Selmar Aschheim, se: Ascheims-Zondeks graviditetsreaktion
- Ludwig Aschoff, se: Aschoffs knuta
- Joseph G. Asherman, se: Ashermans syndrom
- Hans Asperger, se: Aspergers syndrom
- Edgar Asplund, se: Asplunds metod
- Herbert Assmann, se: Hench-Assmans syndrom
- Robert Atkins, se: Atkinsdieten
- Atlas
- Stefan Attefall, se: Attefallshus
- Attila
- Claude Aubriet, se: Aubrieta, Aubrietia
- Pierre Auger, se: Auger-effekten
- Augias, se: Augiasstall
- Augustus, se: Augusti
- Aurelianus, se: Aurelianusmuren
- Amadeo Avogadro, se: Avogadros lag, Avogadros tal
- Abel Ayerza, se: Ayerzas sjukdom

## B
- Walter Baade, se: Baades fönster
- Christian Ingerslev Baastrup, se: Baastrups syndrom
- Joseph Babinski, se: Babinskis tåfenomen
- Leo Baekeland, se: Bakelit
- Francis Baily, se: Bailys pärlor
- Harry Bakwin, se: Bakwin-Kridas syndrom
- Balder, se: Baldersbrå
- Rezsö Bálint, se: Balints syndrom
- Johann Jakob Balmer, se: Balmergränsen, Balmerserien, Balmersprånget
- Eugenio Balzan, se: Balzanpriset
- Stefan Banach, se: Banachrum, Tarski-Banachs paradox
- Heinrich Band, se: Bandoneon
- Bernhard Bang, se: Bangs sjukdom
- William Banting, se: Bantning
- Vainu Bappu, se: Wilson-Bappu-relationen
- Philip Bard, se: Cannon-Bards teori
- Peter Barlow, se: Barlow-lins
- Thomas Barlow, se: Barlows sjukdom
- Edward Emerson Barnard, se: Barnards stjärna
- Jean Alexandre Barré, se: Guillain-Barrés syndrom
- Daniel M. Barringer, se: Barringerkratern
- Robert A. Barrkman, se: Robar
- John Baskerville, se: Baskerville
- George Bass, se: Bass sund
- Émile Baudot, se: Baud
- Sir Francis Beaufort, se: Beauforts skala
- Louis de Béchamel, se: Béchamelsås
- Eric Becklin, se: Becklin-Neugebauer-objektet
- Vladimir Bechterew, se: Bechterews sjukdom
- Henri Becquerel, se: Becquerel
- August Beer, se: Beer-Lamberts lag
- Michel Bégon, se: Begonia
- Hulusi Behçet, Behçets syndrom
- Lazlo Belady, se: Beladys anomali
- Édouard Belin, Belinograf
- Alexander Graham Bell, se: Decibel
- Eric Remple Bell, se: Belltal
- John Stewart Bell, se: Bells teorem
- Benedictus av Nursia, se: Benediktiner
- Carl Michael Bellman, se: Bellmanpriset
- Filippo & Giovanni Benelli, se: Benelli
- John Bennet, se: Bennets komet
- Bartolomeo Beretta, se: Beretta
- Hinke Bergegren, se: Lex Hinke
- Jean Berger, se: Bergers sjukdom
- Maximilian D. Berlitz, se: Berlitzmetoden
- Bernhard av Menton, se: Sankt Bernhardshund
- Daniel Bernoulli, se: Bernoullis princip
- Jakob Bernoulli, se: Bernoullitalen, Bernoullis sats
- Joseph Bertrand, se: Bertrands postulat
- Friedrich Wilhelm Bessel, se: Besselelement, Besselfunktion
- Henry Bessemer, se: Bessemerprocessen
- Pierre Bézier, se: Bézierkurva
- Ludwig Bieberbach, se: Bieberbachs förmodan
- Arthur Biedl, se: Laurence-Moon-Biedls syndrom
- Wilhelm von Biela, se: Bielas komet
- Theodor Bilharz, se: Bilharzios
- Jacques Binet, se: Binets formel
- Den heliga Birgitta, se: Brittsommar
- Jean Baptiste Biot, se: Biot-Savarts lag
- Otto von Bismarck
- Fisher Black, se: Blacks approximation, Blacks modell, Black-Scholes bias, Black-Scholes modell, Black-Scholes-Mertons differentialekvation
- Kenneth Daniel Blackfan, se: Diamond-Blackfans syndrom
- Horst Blaser, se: Blaser Jagdwaffen
- Harald Blåtand, se: Bluetooth
- Hendrik Wade Bode, se: Bodediagram
- Johann Bode, se: Bodes galax, Titius–Bodes lag
- Niels Bohr, se: Bohrium, Bohrs atommodell
- Simón Bolívar, se Bolivia
- Bernard Bolzano, se: Bolzanos sats, Bolzano-Weierstrass sats
- George Boole, se: Boolesk algebra, Boolesk ring, Boolesk olikhet
- Thomas Bopp, se:Hale–Bopp
- Émile Borel, se: Heine-Borels lemma
- Carl Bosch, se: Haber–Bosch-metoden
- Benjamin Boss, se: Bosskatalogen
- Louis Antoine de Bougainville, se: Bougainville och Bougainvillea
- André-Charles Boulle, se: Boullearbete
- Sir Harold Bowden, se: Bowdenkabel
- John T. Bowen, se: Bowens sjukdom
- James "Jim" Bowie, se: Bowiekniv
- Sir William Bowman, se: Bowmans kapsel
- Joseph Box, se: Boxcalf
- Charles Boycott, se: bojkott
- Robert Boyle, se: Boyles lag
- Brage, se: Bragelöfte, Bragebägare
- Lawrence Bragg, se: Braggs ekvation, Braggs lag, Braggreflexion
- Tycho Brahe, se: Tycho Brahes stjärna, Tychoniska systemet, Tycho Brahe-dag
- Louis Braille, se: Braille
- Carl Brans, se: Brans-Dicke-kosmologin
- Hans Brask, se: Brasklapp
- Ivan Bratt, se: Brattsystemet
- David Brewster, se: Brewsters lag
- Henry Briggs, se: Briggs logaritmer
- Nathan Edwin Brill, se: Brills sjukdom
- Johan August Brinell, se: Brinell-hårdhet, Brinellgymnasiet, Brinellmedaljen
- Olaus Olai Bromelius, se: Bromelia
- Robert Brown, se: Brownsk rörelse
- John Browning, se: Browning
- James Brudenell (earl Cardigan), se: Cardigan
- Johannes Brønsted, se: Brønsted-Lowry-bas, Brønsted-Lowry-syra
- Leo Buerger, se: Buergers sjukdom
- Walls Willard Bunnell, se: Paul-Bunnels test
- Robert Wilhelm Bunsen, se: Bunsenbrännare
- Cesare Burali-Forti, se: Burali-Fortis paradox
- Karl August Burow, se: Burows lösning, Burows salva
- Alexander Butlerov, se: Kekulé-Couper-Butlerovs teori
- Stephen Butterworth, se: Butterworthfilter

## C
- Julius Caesar, se: caesarrullning, Julianska kalendern, kejsare och tsar
- Louis Paul Cailletet, se Cailletets pump
- Jean Calvin, se: Kalvinism
- Gaspare Campari, se: Campari
- Walter Cannon, se: Cannon-Bards teori
- George Cantor, se: Cantor-Bernsteins sats, Cantors axiom, Cantors diagonalförfarande, Cantors paradox, Cantors sats
- Girolamo Cardano, se: Kardanaxel, kardanbroms, Kardanknut, kardanolja
- Torsten Carleman, se: Carlemanklassen, Carlemans sats
- Andrew Carnegie, se: Andrew file system, Carnegie Mellon University, Carnegie Hero Fund, Carnegiestiftelsen
- Billy Carter, se: Billy Beer
- Jimmy Carter, se: Carterdoktrinen
- Giacomo Casanova, se: casanova
- Jacques Cassegrain, se: Cassegrainteleskop
- Giovanni Domenico Cassini, se: Cassinis delning
- Augustin Louis Cauchy, se: Cauchy-följd, Cauchys integralkriterium, Cauchys konvergensprincip, Cauchy-Schwarz olikhet, Cauchys rotkriterium, Cauchys sats, Cauchy-Davenports sats
- Bonaventura Cavalieri, se: Cavalieris princip
- Arthur Cayley, se: Cayley-diagram, Cayley-Hamiltons sats
- Anders Celsius, se: grad Celsius
- Ludwig Claisen, se: Claisenkondensation, Claisen-Schmidts reaktion
- Jean-Antoine-Claude Chaptal, se: Chaptalisera
- Carlos Chagas, se: Chagas sjukdom
- Jean Martin Charcot, se: Charcot-Marie-Tooths sjukdom, Charcots sjukdom, Charcots triad, Charcot-priset
- Henri Louis Le Châtelier, se: Le Châteliers princip
- Subrahmanyan Chandrasekhar, se: Chandrasekhar-Schönberg-gränsen, Chandrasekhar-massan
- Nicolas Chauvin, se: Chauvinism
- Thomas Chippendale, se: Chippendale
- Henri Chrétien, se: Ritchey-Chrétien-teleskop
- Henry A. Christian, se: Weber–Christians sjukdom
- Jacob Churg, se: Churg–Strauss syndrom
- Marcus Tullius Cicero, se: Cicero, Ciceron
- Abel Clarke, se: Abélia
- Père Clément, se: Klementin
- DeWitt Clinton, se: Clintonit
- Lady Charlotte Florentina Clive, se: Clivia
- David Glendenning Cogan, se: Cogans syndrom
- Max Cohn, se: Pyle-Cohns syndrom
- Samuel Colt
- Christoffer Columbus, se: Colombia, Columbi ägg
- Arthur Holly Compton, se: Comptoneffekten, Comptonspridning
- Captain James Cook, se: Cooköarna, Aoraki/Mount Cook
- Sir Astley Paston Cooper, se: Coopers sjukdom
- Gaspard-Gustave Coriolis, se: Corioliseffekten
- Charles-Augustin de Coulomb, se: Coulomb, Coulombs lag
- Archibald Scott Couper, se: Kekulé-Couper-Butlerovs teori
- James Mason Crafts, se: Friedel–Crafts-reaktionen
- Gabriel Cramer, se: Cramers regel
- Karl Siegmund Credé, se: Credés behandling
- Hans Gerhard Creutzfeldt, se: Creutzfeldt-Jakobs sjukdom
- Robinson Crusoe, se: Robinsonad
- Marie & Pierre Curie, se: Curie, Curium
- Burrill Crohn, se: Crohns sjukdom
- Harvey Cushing, se: Cushings sjukdom
- Haskell B. Curry, se Haskell
- George Curzon, se: Curzonlinjen

## D
- Joan Daemen, se: Rijndael
- Louis-Jacques Mandé Daguerre, se: Daguerreotyp
- Anders Dahl, se: Dahlia
- Damokles, se: Damoklessvärd
- Muhammad ibn Ismail al-Darazi, se: Druser
- Charles Darwin, se: Darwinism, Darwins knöl, Darwinfink, Darwin, Northern Territory
- Kung David, se: Davidsstjärna
- Dwight F. Davis, se: Davis Cup
- William R. Dawes, se: Dawes kriterium
- Peter Debye, se: Debyefunktionen, Debye–Falkenhagen effekten, Debye-Hückels ekvation, Debye-Hückels modell, Debye-temperatur, Debye–Waller-faktorn
- Gérard Désargues, se: Désargues triangelsats
- René Descartes, se: Cartesiska koordinater, Cartesisk produkt, Descartes teckenregel
- Richard Dedekind, se: Dedekindring, Dedekinds snitt
- Johan Deutz, se: Deutzia
- W. Thomas Dick, se: Dickit
- Robert Henry Dicke, se: Brans-Dicke-kosmologin
- James F. Dickson, se: Dicksonpokalen
- François-Ambroise Didot, se: Didotpunkt
- Rudolf Diesel, se: Dieselmotor
- Diophantos, se: Diofantisk ekvation
- Paul Dirac, se: Diracekvationen, Diracpuls
- Karl Friedrich Ludwig Dobermann, se: Dobermann
- Birger Doblough, se: Doblougska priset
- John Dobson, se: Dobsonteleskop
- Ray Milton Dolby, se: Dolby
- Déodat Gratet de Dolomieu, se: Dolomit
- Giovanni Donati, se: Donatis komet
- Christian Doppler, se: Dopplereffekten
- Charles Dow, se: Dow-Jones
- Sir George Downing, se: Downing Street
- John Langdon-Down, se: Downs syndrom
- Frank Drake, se: Drakes ekvation
- Drakon, se: Drakonisk
- Henry Draper, se: Henry Draper-katalogen
- Pierre Duhem, se: Gibbs-Duhems relation
- Guillaume Dupuytren, se: Dupuytrens kontraktur
- Albert Döderlein, se: Döderleins bacill

## E
- Pehr Edman, se: Edmannedbrytning
- John H. Edwards, se: Edwards syndrom
- Gustave Eiffel, se Eiffeltornet
- Albert Einstein, se: Bose–Einstein-kondensat, Einsteins fotoelektriska ekvation, Einstein-Rosen-brygga, Einsteins gåta, Einsteinium
- David Eisenhower, son till Dwight D. Eisenhower, se: Camp David
- Elektra, se: Elektrakomplex
- Johann Franz Encke, se: Enckes delning, Enckes komet
- Epikuros, se: Epikuros paradox, Epikurism
- Eratosthenes, se: Eratosthenes såll
- Paul Erdős, se: Erdőstal, Erdős-Straus förmodan
- Heinrich Erfle, se: Erfles okular
- Eros, se: Erotik
- Eudoxos, se: Eudoxos axiom
- Euklides, se: Euklides algoritm, Euklides algoritm, Euklidisk geometri, Euklidiskt rum
- Leonhard Euler, se: Eulers formel, Eulers identitet, Eulers konstant, Eulers linje, Eulers relation, Eulers phi-funktion, Eulers polyedersats, Eulers sats, Eulers stegmetod
- John Evershed, se: Evershedeffekten
- James Ewing, se: Ewingsarkom

## F
- Carl Fabergé, se: Fabergéägg
- Charles Fabry, se: Fabry-Pérot-interferometer, Fabrylins
- Johannes Fabry, se: Fabrys sjukdom
- Daniel Fahrenheit, se: grad Fahrenheit
- Hans Falkenhagen, se: Debye–Falkenhagen-effekten
- Michael Faraday, se: Farad, Faradays konstant, Faradays bur
- Maurice Favre, se: Durand-Nicolas-Favres sjukdom, Favre-Racouchots syndrom, Gamna-Favre-kroppar, Goldmann-Favres syndrom
- Gustav Fechner, se: Fechners lag
- Horst Feistel, se: Feistelkrypto
- Arthur Felix, se: Weil–Felix reaktion
- Morgan Le Fey, se: Fata morgana
- Pierre de Fermat, se: Fermats extremalmetod, Fermats faktoriseringsmetod, Fermats lilla sats, Fermats stora sats, Fermattal
- Enrico Fermi, se: Fermium, Fermion, Fermi–Dirac-statistik, Fermienergi, Ferminivån
- Fibonacci, se: Fibonaccital
- Adolf Fick, se: Ficks lagar, Ficks princip
- John C. Fields, se: Fieldsmedaljen
- Filip II av Makedonien, se: Filippik
- Niels Ryberg Finsen, se: Finsenbehandling
- Karl Fischer, se Karl Fischer-reagens
- Emil Fisher, se: Fisher projektion, Fishers representation
- Richard Fisher, se: Tully-Fisher-relationen
- Matthew Flinders, se: Flinders Island, Flinders Ranges
- Carlo Forlanini, se: Forlaninibehandling
- William Forsyth, se: Forsythia
- Richard Fosbury, se: Fosbury-flopp
- Jean Bernard Léon Foucault, se: Foucaults kniveggsmetod, Foucaults pendel
- Joseph Fourier, se: Fourier-serie, Fourier-transform, Fourierspektroskopi
- Abraham Fraenkel, se: Zermelo-Fraenkels axiomsystem
- Luigi Franchi, se: Franchi
- Franciskus av Assisi, se: Franciskaner, San Francisco
- Benjamin Franklin, se: Franklin-institutet
- Sir John Franklin, se: Franklin-Adams-kartorna
- Rudolph Franz, se: Wiedemann–Franz–Lorenz lag
- Joseph von Fraunhofer, se: Fraunhoferska linjerna, Fraunhoferinstitutet
- Freja, se: Fredag
- Friedrich Freese, se: Freesia
- Augustin Jean Fresnel, se: Fresnel-lins, Fresnels formel
- Sigmund Freud, se: Freudiansk felsägning
- Carl Friderichsen, se: Waterhouse–Friderichsens syndrom
- Aleksandr Fridman, se: Fridmanuniversum
- Charles Friedel, se: Friedel–Crafts-reaktionen
- Birgit Friggebo, se: Friggebod
- William Russel Frisbie, se: Frisbee

- Leonhard Fuchs, se: Fuchsia

## G
- Uziel Gal, se: Uzi
- George Gallup, se: Gallupenkät , Gallupundersökning
- Evariste Galois, se: Galoisteori
- Francis Galton, se: Galtons lag
- Luigi Galvani, se: Galvanisering
- Claude Garamond, se: Garamond
- Alexander Garden, se: Gardenia
- Gargantua, se: Gargantuansk
- Charles de Gaulle, se: Gaullister
- Carl Friedrich Gauss, se: Gauss (enhet), Gauss approximationsformel, Gausseliminering, Gaussiskt primtal, Gauss förmodan, Gausska heltal, Gauss-Kronrods metod, Gausskvadratur, Gauss–Newtons metod
- Tom Gehrels, se 1777 Gehrels (asteroid) och periodiska kometer: 64P/Swift–Gehrels, 78P/Gehrels 2, 82P/Gehrels 3
- Hans Geiger, se: Geiger-Müllerrör
- Gentios, se: Gentiana
- Georgius, se: Georgien, Georgskors
- Svetlana Gerasimenko, se: Tjurjumov-Gerasimenkos komet
- Michel Giacobini, se: Giacobini-Zinners komet
- J. Willard Gibbs, se: Gibbs fenomen, Gibbs fria energi, Gibbs-Duhems relation, Gibbs-Helmholtz ekvation
- Nicolas Augustin Gilbert, se: Gilberts syndrom
- William Gilbert, se: Gilbert-epoken
- Percy Carlyle Gilchrist, se: Gilchrists metod
- Christian Goldbach, se: Goldbachs förmodan
- Benjamin A. Gould, se: Goulds bälte
- Robert Graves, se: Graves sjukdom
- Frank Gray, se: Graykod
- Charles Grey, se: Earl Grey
- J. Grigg, se: Grigg-Skjellerups komet
- Joseph-Ignace Guillotin, se: Giljotin
- Robert Goddard, se: Goddard Space Flight Center
- Jean Gilles Gobelin, se: Gobeläng
- Mike Godwin, se: Godwins lag
- Gordios, se: Gordiska knuten
- Wilbert Gore, se: Goretex
- Ernst Gräfenberg, se: G-punkt
- Sylvester Graham, se: Grahamsbröd, Grahamsmjöl
- George Green, se: Greens sats
- Gregorius I, se: Gregoriansk sång
- Gregorius XIII, se: Gregorianska kalendern
- Carl Magnus Gripenberg, se Gripenbergare
- Jean Grolier, se: Grolierband
- Ralph Gräsbeck, se: Imerslund-Gräsbecks syndrom
- Arthur Guinness I, se: Guinness rekordbok, Guinness
- Paul Guldin, se: Guldins regel
- Robert Guppy, se: Guppy
- Wilhelm Gustloff, se: Wilhelm Gustloff (fartyg)
- Domingo de Guzman, se: Dominikanorden

## H
- Fritz Haber, se: Haber–Bosch-metoden
- Alan Hale, se:Hale–Bopp
- George Ellery Hale, se: Haleteleskopet
- Sir Benjamin Hall, se: Big Ben
- Charles Martin Hall, se: Hall-Héroult-process
- Edwin Hall, se: Halleffekten
- William Rowan Hamilton, se: Hamiltoncykel, Cayley-Hamiltons sats
- Guillermo Haro, se: Herbig-Haro-objekt
- Ralph Vinton Lyon Hartley, se: Hartleyoscillator
- Hadrianus, se: Hadrianus mur
- Edmund Halley, se: Halleys komet
- Ham, se: Hamiter
- Richard Hamming, se: Hammingavstånd, Hammingkod
- Laurens Hammond, se: Hammondorgel
- John Harvard, se: Harvard
- Georges Hayem , se Hayem-Widals syndrom
- Karl Albert Hasselbalch, se: Henderson-Hasselbalchs ekvation
- Felix Hausdorff, se: Hausdorffdimension, Hausdorffmått
- Stephen Hawking, se: Hawkingprocess, Hawkingstrålning
- Hayashi Chushiro, se: Hayashispåret
- Oliver Heaviside, se: Kennelly-Heaviside-skiktet, Heavisides stegfunktion, Heavisides expansionsregel
- William Heberden, se: Heberdens angina
- Gustav von Heidenstam, se: heidenstammare, heidenstamfyr
- Henry Heimlich, se: Heimlichmanövern
- Heinrich Heine, se: Heine-Borels lemma
- Hermann von Helmholtz, se: Helmholtz ekvation, Gibbs-Helmholtz ekvation, Young-Helmholtz teori, Kelvin-Helmholtz-kontraktion, Kelvin-Helmholtz instabilitet
- Philip Showalter Hench, se: Hench-Assmans syndrom
- Lawrence Joseph Henderson, se: Henderson-Hasselbalchs ekvation
- Karl Henn, se: Henns metod
- Eduard Henoch, se: Henoch-Schönleins purpura
- L.H. Henyey, se: Henyeyspår
- George Herbig, se: Herbig-Haro-objekt
- Paul Héroult, se: Hall-Héroult-process
- Herkules, se: Herkulisk
- Hermaphroditus, se: Hermafrodit
- Hermes Trismegistos, se: Hermetisk
- Charles Hermite, se: Hermiteinterpolation
- Heron från Alexandria, se: Herons formel, Heronska tal
- Heinrich Hertz, se: Hertz
- Ejnar Hertzsprung, se: Hertzsprungluckan, Hertzsprung-Russell-diagram, månkratern Hertzsprung
- Karl Herxheimer, se: Pick-Herxheimers sjukdom
- Peter Higgs, se: Higgspartikel
- David Hilbert, se: Hilbertrum, Hilberts hotell
- Karl Hildebrand, se: Lex Hildebrand
- Archibald Hill, se: Hills koefficient
- Robert Hill, se: Hills reaktion
- Kiyotsugu Hirayama, se: Hirayamafamiljerna
- Thomas Hodgkin (läkare), se Hodgkins lymfom och Non-Hodgkins lymfom
- Friedrich Hoffmann, se: Hoffmanns droppar
- Walter Hohmann, se: Hohmannbana
- Robin Holliday, se: Hollidays modell
- Erik Holmberg, se: Holmbergradie
- Robert Hooke, se: Hookes lag
- John D. Hooker, se: Hookerteleskopet
- Edwin Hubble, se: Hubbles lag, Hubble-konstanten, Hubbleflöde, Hubbleklassifikationen, Hubbletid, Rymdteleskopet Hubble
- Henry Hudson, se: Hudson Bay, Hudsonfloden, Hudsonsundet
- Milton L. Humason, se: Humasons komet
- Alexander von Humboldt, se: Humboldtglaciären, Humboldtpingvin, Humboldtströmmen, Lilium humboldtii
- George Huntington, se Huntingtons sjukdom
- Victor Henri Hutinel, se: Hutinel-Picks syndrom
- Leonid Hurwicz, se: Hurwiczkriteriet
- Jonathan Hutchinson, se: Hutchinsons pupil, Hutchinsons sjukdom, Hutchinsons triad, Hutchinson-Gilfords sjukdom
- Christian Huygens, se: Huygens okular
- Hyakinthos, se: Hyacint
- Yuji Hyakutake, se: Hyakutakes komet
- Erich Hückel, se: Debye-Hückels ekvation, Debye-Hückels modell
- Hygieia, se: Hygien
- Hypnos, se: Hypnos
- Otto Hölder, se: Hölders olikhet

## I
- Kaoru Ikeya, se: Ikeya-Sekis komet
- Olga Imerslund, se: Imerslund-Gräsbecks syndrom
- Max Immelmann, se: Immelmannsväng

## J
- Carl Jacobi, se: Jacobian
- Ludvig Jacobson, se: Jacobsons nerv, Jacobsons organ
- Joseph-Marie Jacquard, se: Jacquardväv
- Candido Jacuzzi, se: Jacuzzi
- Alfons Jakob, se: Creutzfeldt-Jakobs sjukdom
- William James, se: James-Langes teori
- Cornelis Jansen, se: Jansenism
- Kalr G. Jansky, se: Jansky
- Bintje Jansma, se: Bintje
- Janus, se: Janusansikte
- James Jeans, se: Jeans lag
- O. Jarkovskij, se: Jarkovskijeffekten
- Jehu, se: Jehu (uttryck)
- Jeremia, se: Jeremiad
- Jesus, se: Jesuit
- Job, se: Jobspost
- Johannes Döparen, se: Johannesört, Johanniterorden
- Sven Johansson, se: Johanssons sjukdom
- Frank Chambliss Johnson, se: Stevens-Johnsons syndrom
- Edward Jones, se: Dow-Jones
- Brian D. Josephson, se: Josephson-effekt
- James Joule, se: Joule, Joule-Thomson-effekten
- Judas
- Håkan Juholt, se: Juholtare
- Gaston Maurice Julia, se: Juliamängden
- Jumbo
- Carl Jung, se: Jungiansk psykologi
- Juno, se: juni

## K
- Franz Kafka, se: Kafkaartad
- Otto Kahler, se: Kahlers sjukdom
- Kain, se: Kainsmärke
- Michail Kalasjnikov, se: Michail Kalasjnikov
- Kallippos från Kyzikos, se: Kallippos cykel
- Rudolf E. Kalman, se: Kalmanfilter
- Theodor Kaluza, se: Kaluza–Klein-teorin
- Kalypso, se: Calypso
- George-Joseph Kamel, se: Kamelia
- Immanuel Kant, se: Kant-Laplaces nebularhypotes
- Karl X Gustaf, se: Karl X Gustavs mur
- Karl XIV Johan, se: Karljohanssvamp
- Jacobus Kapteyn, se: Kapteyns schema, Kapteyns stjärna, Kapteyns stjärnströmmar, Kapteyns universum
- Anatolij A. Karatsuba, se: Karatsubamultiplikation
- Gyula Katona, se: Kruskal–Katonas sats
- Tomisaku Kawasaki, se: Kawasakis sjukdom
- Philip Keenan, se: Morgan-Keenan-klassifikationen
- August Kekulé, se: Kekulé struktur, Kekulé-Couper-Butlerovs teori
- John F. Kennedy, se: John F. Kennedy Space Center
- Arthur Edwin Kennelly, se: Kennelly-Heaviside-skiktet
- Johannes Kepler, se: Keplers ekvation, Keplers kikare, Keplers lagar, Keplers stjärna
- Kerberos, se: Kerberos
- Brian Kernighan, se: awk
- John Maynard Keynes, se: Keynesianism
- Petrus Kipp, se: Kippapparat
- Félix Kir, se: Kir
- Gustav Kirchhoff, se: Kirchhoffs lagar
- Daniel Kirkwood, se: Kirkwoodluckor
- Johan Kjeldahl, se: Kjeldahlanalys
- Klara av Assisi, se: Sankta Klaras orden
- Felix Klein, se: Kleins fyrgrupp
- Oskar Klein, se: Klein-Alfvéns kosmologi, Kaluza–Klein-teorin, Klein–Gordon-ekvationen, Klein-Nishinas formel
- Douglas E. Kleinmann, se: Kleinmann-Low-nebulosan
- Bengt af Klintberg, se Vandringssägen
- Maurice Klippel, se: Klippel-Trénaunays syndrom
- Sebastian Kneipp, se: Kneippkur
- Diedrich Knickerbocker, se: Knickers
- Helge von Koch, se: von Kochs kurva
- Emil Kocher, se: Kocher
- Luboš Kohoutek, se: Kohouteks komet
- Andrej Kolmogorov, se: Kolmogorovs lag
- Konfucius, se: Konfucianism
- Nicolaus Copernicus, se: Kopernianska systemet
- Henry Koplik, se: Kopliks fläckar
- Sergej Korsakov, se: Wernicke–Korsakoffs syndrom
- Theodor Kotschy
- Rodolphe Kreutzer, se: Kreutzersonaten
- Arthur Krida, se: Bakwin-Kridas syndrom
- Kristus, se: Kristendom
- August Krogh, se: Krogh-apparat
- Krösus, se: Krösus
- Bertha Krupp von Bohlen und Halbach, se: Tjocka Bertha
- Joseph Bernard Kruskal, se: Kruskals algoritm, Kruskal–Katonas sats
- Gerard Kuiper, se: Kuiperbältet
- Ernst Kummer, se: Kummers sats
- Wilhelm Kutta, se: Runge–Kuttametoden
- Kyrillos, se: Kyrilliska alfabetet
- Heinz Küstner, se: Prausnitz-Küstners prov
- Ludwig von Köchel, se: Köchelförteckningen

## L
- Guillaume François Antoine l'Hospital, se: l'Hospitals regel
- Matthias de l'Obel, se: Lobelia
- Alan Ladd, se: Spela Allan
- Johann Lambert, se: Beer-Lamberts lag
- Carl Lange, se: James-Langes teori
- Paul Langerhans, se: Langerhanska öarna
- Joseph Louis Lagrange, se: Lagrangepunkt, Lagranges sats
- Pierre Simon de Laplace, se: Laplaces kosmogoni, Laplace-transform, Laplacekriteriet, Kant-Laplaces nebularhypotes
- Marnier Lapostolle, se: Grand Marnier
- John Zachariah Laurence, se: Laurence-Moon-Biedls syndrom
- Laurentius, se: Saint Lawrencefloden
- Ernest Lawrence, se: Lawrencium
- Pjotr Lebedev se: Lebedev-institutet
- Henri Lebesgue, se: Lebesgueintegral
- Adrien-Marie Legendre, se: Legendresymbolen, Legendrepolynom
- Gottfried Wilhelm Leibniz, se: Leibniz formel, Leibniz sats
- Ernst Leitz, se: Leica
- Lenin, se: Leninism, Lenins fredspris
- Heinrich Lenz, se: Lenz lag
- Hortense Lepaute, se: Hortensior
- Cyrus Levinthal, se: Levinthals paradox
- David Levy, se: Shoemaker-Levys komet
- Winford Lee Lewis, se: Lewisit
- Anders Johan Lexell, se: Lexells komet
- James Lick, se: Lickobservatoriet
- Bengt Lidner, se: Lidnersk knäpp
- Astrid Lindgren, se: Lex Lindgren, Astrid Lindgren-priset
- Pehr Henrik Ling, se: Linggymnastik
- Carl von Linné, se: Linnea, Linnés jordkrypare
- Joseph Liouville, se: Liouvilles konstant, Liouvilles lambda-funktion, Liouvilles sats
- Joseph Lister, se: Listerios
- John Little, Littles lag
- Alexis Littré, se: Littrés körtlar
- Fredrik Ljungström, se: Ljungströmare
- Edward Lloyd, se: Lloyds
- Ada Lovelace, se: Ada
- Frank J. Low, se: Kleinmann-Low-nebulosan
- Percival Lowell, se: Lowellobservatoriet
- Martin Lowry, se: Brønsted-Lowry-bas, Brønsted-Lowry-syra
- Lucius Licinius Lucullus, se: Lukullisk måltid
- Nedd Ludd, se: Ludditer
- George Luger, se: Luger
- Martin Luther, se: Lutherdom
- Theodore Lyman, se: Lymangränsen, Lymanserien
- Charles Lynch, se: lynchning
- Trofim Lysenko, se: Lysenkoism
- Ludwig Adolf Wilhelm von Lützow, se: Lützow
- Per Martin-Löf, se: Martin-Löfs typteori
- Leopold Löwenheim, se: Löwenheim-Skolem-Tarskis sats

## M
- John Loudon McAdam, se: makadam
- Henry Duncan McLaren (baron Aberconway), se: Aberconwáyi
- Adriaan Van Maanen, se: Van Maanens stjärna
- Ernst Mach, se: Mach, Machs princip
- Niccolò Machiavelli, se: Machiavellism
- John MacIntosh, se: Macintosh
- Charles Macintosh, se: Mackintosh
- Alexander Mackenzie, se Mackenziefloden
- Colin Maclaurin, se: Maclaurinutveckling
- Gaius Cilnius Maecenas, se: Mecenat
- Maria Magdalena, se: Magdalenahem
- Ferdinand Magellan, se: Magellanska molnen
- André Maginot, se: Maginotlinjen
- Pierre Magnol, se: Magnolia
- Dmitrij Maksutov, se: Maksutovteleskop
- René Malaise, se: Malaisefälla
- Carl Gustaf Emil Mannerheim, se: Mannerheimlinjen
- François Mansart, se: Mansard, Mansardtak
- Mao Zedong, se: Maoism, Maojacka
- Margherita av Savojen
- Mary Tudor, se: Bloody Mary
- Maria Lousia, se: Aloysia
- Pierre Marie, se: Charcot-Marie-Tooths sjukdom,
- Benjamin Markarjan, se: Markarjangalax
- Mars, se: Martialisk
- Alessandro Martini, se: Martini & Rossi, Dry Martini
- Karl Marx, se: Marxism
- Rashid A. Massumi, se: Prinzmetal-Massumis syndrom
- Edward Walter Maunder och Annie Scott Dill Maunder, se: Maunderminimum
- Willhelm Mauser & Paul Mauser, se: Mauser
- Mausollos, se: Mausoleum
- James Clerk Maxwell, se: Maxwellbrygga, Maxwells demon, Maxwell Montes
- Johann Friedrich Meckel, se: Meckels divertikel
- Megaria, se: Megära
- Walther Meißner, se: Meissnereffekten
- Lise Meitner, se: Meitnerium
- Dame Nellie Melba, se: Peach Melba
- Andrew Mellon, se: Andrew file system, Carnegie Mellon University
- Gregor Mendel, se: Mendels lag
- Dmitrij Mendelejev, se: Mendelevium
- Karl Menger, se: Mengers tvättsvamp
- Prosper Ménière, se: Ménières sjukdom
- Maud L. Menten, se: Michaelis-Mentens ekvation, Michaelis-Mentens modell, Michaelis-Mentens konstant
- Gerardus Mercator, se: Mercatorprojektion
- Martin Mersenne, se: Mersennetal
- Robert C. Merton, se: Black-Scholes-Mertons differentialekvation
- Matthew Meselson, se: Meselson-Stahls experiment
- Franz Mesmer, se: Mesmerism
- Willy Messerschmitt, se: Messerschmitt
- Charles Messier, se: Messierkatalogen
- Meton, se: Metons cykel
- Jens Einar Meulengracht, se: Gilbert-Meulengrachts syndrom, Meulengrachts prov
- Leonor Michaelis, se: Michaelis-Mentens ekvation, Michaelis-Mentens modell, Michaelis-Mentens konstant
- Albert Michelson, se: Michelson–Morleys experiment
- Johann Mikulicz, se: Mikulicz sjukdom
- Robert Mills, se: Yang-Millsfältet, Yang-Millssymmetri
- Jacob Millman, se: Millmans sats
- Hermann Minkowski, se: Minkowski-rum, Minkowskis olikhet
- Karl Friedrich Mohr, se Mohrs metod, Mohrs salt
- Friedrich Mohs, se: Mohs hårdhetsskala
- A.F. Mollberg, se: Mollbergare
- Vjatjeslav Molotov, se: Molotovcocktail
- Maria Montessori, se: Montessori-pedagogik
- Robert Moog, se: Moog
- Robert Moon, se: Laurence-Moon-Biedls syndrom
- Sun Myung Moon, se: Moonrörelsen
- Gordon E. Moore, se: Moores lag
- Louis Mordell, se: Mordells förmodan
- Morfeus, se: Morfin
- Augustus de Morgan, se: De Morgans lagar
- William Morgan, se: Morgan-Keenan-klassifikationen
- Edward Morley, se: Michelson–Morleys experiment
- Frank Morley, se: Morleys sats
- Samuel Morse, se: Morse
- Thomas George Morton, se: Mortons metatarsalgi, Mortons sjukdom
- Sergei Ivanovich Mosin, se: Mosin-Nagat
- Muhammed, se: Muhammedan
- Edward A. Murphy, Jr, se: Murphys lag
- Baron von Münchhausen, se: Münchhausensyndrom
- August Ferdinand Möbius, se: Möbiusavbildning, Möbiusband, Möbiusfunktion, Möbius inversionsformel, Möbiustransformation
- Paul Julius Möbius, se: Poland-Möbius syndrom
- Rudolf Mössbauer, se: Mössbauereffekten

## N
- Leon Nagat, se: Mosin-Nagat
- Fridtjof Nansen, se: Nansenpass
- John Napier, se: Napier-logaritmen, Napiers regel
- Narkissos, se: Narcissism, Narciss
- Horatio Nelson, se: Nelson, Nya Zeeland
- Henri Nestlé, se: Nescafé, Nestlé
- Nestor
- Garry Neugebauer, se: Becklin-Neugebauer-objektet
- John von Neumann, se: von Neumann arkitektur
- Isaac Newton, se: Newton, Newtons rörelselagar, Newtonteleskop, Newton-Raphsons metod, Gauss-Newtons metod
- Joseph Nicolas, se: Nicolas-Favres sjukdom
- Jean Nicot, se: Nikotin
- Albert Niemann, se: Niemann-Picks sjukdom
- Niobe, se: Niob
- Paul Gottlieb Nipkow, se: Nipkows skiva
- Yoshio Nishina, se: Klein-Nishinas formel
- Richard Nixon, se: Nixondoktrinen
- Alfred Nobel, se: Nobelpris, Nobelium
- Emmy Noether, se: Noethersk grupp
- Edward L. Norton, se: Nortons sats
- Carl Wilhelm von Nägeli, se: von Nägelis paradox

## O
- Obsius, se: Obsidian
- Wilhelm av Ockham, se: Ockhams rakkniv
- Oden, se: Odensvala, Onsdag
- Odysseus, se: Odyssé
- George Ohm, se: Ohm
- Offa, se: Offa's Dyke
- Oidipus, se: Oidipuskomplex
- Okeanos, se: Ocean
- Heinrich Wilhelm Olbers, se: Olbers komet, Olbers paradox
- Onan, se: Onani
- Jan Oort, se: Oorts kometmoln
- Robert Oppenheimer, se: Oppenheimer-Volkoff-massan
- Orfeus, se: Orfism
- George Orwell, se: Orwellsk
- Charles E. Osgood, se: Osgood-test
- Robert Bayley Osgood, se: Osgood-Schlatters sjukdom
- William Osler, se: Oslers sjukdom, Vaquez-Oslers sjukdom
- Osman I, se: Osmanska riket
- Nikolaus Otto, se: Ottomotor

## P
- Filippo Pacini, se: Vater–Pacinis kroppar
- Johann Palisa, se: Wolf-Palisa-kartorna, Palisa (månkrater), 914 Palisana
- Andrea Palladio, se: Palladianism
- Pan, se: Panik, Panflöjt
- Gottfried Heinrich zu Pappenheim, se: Pappenheimare
- Pappos, se: Pappos princip, Pappos problem, Pappos sats
- Cyril Parkinson, se: Parkinsons lag
- James Parkinson, se: Parkinsons sjukdom
- J. J. Paris, se: Parisit (ett mineral)
- Caleb Hillier Parry, se: Parry-Rombergs syndrom
- Blaise Pascal, se: Pascal, Pascal (programspråk), Pascals sats, Pascals triangel
- Louis Pasteur, se: Pastörisering
- John Rodman Paul, se: Paul-Bunnels test
- Wolfgang Pauli, se: Paulis uteslutningsprincip, Paulimatriser
- Linus Pauling, se: Paulingskalan
- Paulos Aiginetes, se: Aeginétia
- Paulus, se: São Paulo, Saint Paul, Minnesota
- Axel Rudolf Paulsen, se: Axel
- Ivan Pavlov, se: Pavlovs hundar
- Jules Péan, se: Peang
- Giuseppe Peano, se: Peanos axiomsystem
- Raymond Pearl, se: Pearl-index
- Bob (Robert) Peel, se: Bobby
- Alfred Pérot, se: Fabry-Pérot-interferometer
- John Pershing, se: M26 Pershing, MGM-31 Pershing
- Julius Petersen, se: Petersens graf
- Petrus, se: Peterspenning, Sankt Petersburg
- Arnold Pick, se: Picks sjukdom, Pick-Wernickes syndrom
- Friedel J. Pick, se: Hutinel-Picks syndrom
- Ludwig Pick, se: Niemann-Picks sjukdom
- Philipp Josef Pick, se: Pick-Herxheimers sjukdom
- Christopher Pinchbeck, se: Pinsback
- Max Planck, se: Plancklängd, Plancks konstant, Plancks strålningslag
- Platon, se: Platonisk, platonism, Nyplatonism, Platonska kroppar
- Samuel Plimsoll, se: Plimsollmärke
- Henry Stanley Plummer, se: Plummer-Vinsons syndrom
- Georg Simon Plössl, se: Plösslokular
- Jean Louis Poiseuille se: Poiseuilles lag
- Alfred Poland, se: Poland-Möbius syndrom
- Set Poppius, se: Poppius journalistskola
- Alejandro Posadas, se: Posadas-Wernickes sjukdom
- Grigorij Potemkin, se: Potemkinkulisser
- John Henry Poynting, se: Poynting-Robertson-effekten, Poynting-vektorn
- Samuel Jean de Pozzi, se: Pozzis syndrom
- Andrea Prader, se: Prader-Willis syndrom
- Carl Willy Prausnitz, se: Prausnitz-Küstners prov
- Priapos, se: Priapism
- Robert C. Prim, se: Prims algoritm
- Myron Prinzmetal, se: Prinzmetal-Massumis syndrom
- Prokrustes, se: Prokrustesbädd
- Nikolaj Przjevalskij, se: Przewalskis häst
- Psyche, se: Psyke
- Joseph Pulitzer, se: Pulitzerpriset
- George Mortimer Pullman, se: Pullmanvagn, Pullmanstrejken
- Edwin Pyle, se: Pyles sjukdom, Pyle-Cohns syndrom
- Pyrrhus, se: Pyrrhusseger
- Pythagoras, se: Pythagoras sats

## Q
- Graman Quassi, se: Kvassia
- Vidkun Quisling, se: Quisling

## R
- Sir Thomas Stamford Raffles, se: Rafflesia, Raffles Hotel
- Venkata Raman, se: Ramanspektroskopi, Ramanspridning
- Srinivasa Ramanujan, se: Ramanujans konstant
- Jesse Ramsden, se: Ramsdens okular
- Ras Tafari Makonnen, se: Rastaflätor, Rastafari
- Georges Rayet, se: Wolf-Rayet-stjärna
- Lord Rayleigh, se: Rayleighspridning
- Maurice Raynaud, se: Raynauds fenomen, Raynauds sjukdom
- Julie Récamier, se: Recamiersoffa
- Friedrich Daniel von Recklinghausen, se: Recklinghausens sjukdom
- Dorothy Reed, se: Sternberg–Reed-cell
- Hans Reiter, se: Reiters syndrom
- Eliphalet Remington, se: Remington
- Henri Jules Louis Marie Rendu, se: Osler–Weber–Rendus sjukdom
- Anders Jahan Retzius, se: Retzia
- Rhesus, se: Rhesusapa, se: Rhesusfaktor
- Sir Cecil Rhodes, se: Rhodesia
- Lewis Richardson, se: Richardsonextrapolation
- Charles Richter, se: Richterskalan
- Bernhard Riedel, se: Riedels struma
- Bernhard Riemann, se: Riemanns zetafunktion, Riemann-integral, Riemannmängd, Riemannhypotesen, Riemannsumma
- Vincent Rijmen, se: Rijndael
- George Willis Ritchey, se: Ritchey-Chrétien-teleskop
- Ron Rivest, se: RSA
- Howard Percy Robertson, se: Poynting-Robertson-effekten
- Jean Robin, se: Robinia
- Edouard Roche, se: Rochegränsen, Roches modell
- George Roland, se: Arend-Rolands komet
- Moritz Heinrich Romberg, se: Parry-Rombergs syndrom, Rombergs test
- Theodore "Teddy" Roosevelt, se: teddybjörn
- Hermann Rorschach, se: Rorschachtest
- Nathan Rosen, se: Einstein-Rosen-brygga
- Nils Rosén von Rosenstein, se: Roséns bröstdroppar
- Ernö Rubik, se: Rubiks kub
- Olof Rudbeck d.ä., se: Rudbeckior
- Carl Runge, se: Runges fenomen, Runge–Kuttametoden
- Bertrand Russell, se: Russells paradox
- Henry Norris Russell, se: Hertzsprung-Russell-diagram
- Ernest Rutherford, se: Rutherfordium
- Abraham Rydberg, se: Biff Rydberg
- Oscar Fredrik Rydquist, se: Hesa Fredrik
- Wilhelm Conrad Röntgen, se: Röntgenium, Röntgenstrålning, Röntgenundersökning

## S
- Franz Sacher, se: Sachertårta
- Leopold Sacher-Masoch, se: Masochism
- Bernard Sachs, se: Tay-Sachs sjukdom
- Markis de Sade, se: Sadism
- Walter von Saint-Paul Illaire, se: Saintpaulia
- Abdus Salam, se: Weinberg-Salammodellen
- Ulrich Salchow, se: Salchow
- Rafael Salem, se: Salems konstant
- Daniel Salmon, se: Salmonella
- Salomo, se: Salomonisk
- Edwin E. Salpeter, se: Salpeter-processen
- Augusto Cesar Sandino, se: Sandinist
- Raffaello Sanzio, se: Prerafaelit
- Pierre Frederic Sarrus, se: Sarrus regel
- Karl Drais von Sauerbronn, se: Dressin
- Arthur William Savage, se: Savage Arms
- Jean Anthelme Brillat-Savarin, se: Savarin
- Felix Savart, se: Biot-Savarts lag
- Adolphe Sax, se: Saxofon
- Reinhard Scheer, se: Admiral Scheer
- Holger Werfel Scheuermann, se: Scheuermanns sjukdom
- Bela Schick, Schick-test
- Hugo Schiff, se: Schiffska baser
- Paul Ferdinand Schilder, se: Schilders sjukdom
- Friedrich von Schiller, se: Schillerkrage
- Walter Schiller, se: Schillers test
- Robert F. Schilling, se: Schilling-test
- Carl B. Schlatter, se: Osgood-Schlatters sjukdom
- Hugo Schmeisser, se: Schmeisser
- Bernhard Schmidt, se: Schmidtteleskop
- Myron Scholes, se: Black-Scholes bias, Black-Scholes modell, Black-Scholes-Mertons differentialekvation
- Linus E. Schrage, se: Schrages algoritm
- Johann & Josef Schrammel, se: Schrammelkvartet
- Erwin Schrödinger, se: Schrödingerekvationen, Schrödingers katt
- Hermann Amandus Schwarz, se: Cauchy-Schwarz olikhet
- Karl Schwarzschild, se: Karl Schwarzschild observatoriet, Schwarzschild-radie
- Arnold Schwassmann, se: minst tre kometer Schwassmann-Wachmann 1, Schwassmann-Wachmann 2, Schwassmann-Wachmann 3
- Eric Schönberg, se: Chandrasekhar-Schönberg-gränsen
- Johann L. Schönlein, se: Henoch-Schönleins purpura
- Giovanni Antonio Scopoli, se: Skopolamin
- Glenn Seaborg, se: Seaborgium
- Tsutomu Seki, se: Ikeya-Sekis komet
- Sem, se: Semiter
- Gilbert av Sempringham, se: Gilbertinorden
- Sequoyah, se: Sequoia, (Sekvoja)
- Carl Seyfert, se: Seyfertgalax
- Albert Sézary, se: Sézarys cell, Sézarys syndrom
- Adi Shamir, se: RSA
- Harlow Shapley, se: Schapleys vinge
- William Tecumseh Sherman, se: M4 Sherman
- Goro Shimura, se: Taniyama-Shimuras förmodan
- Carolyn Shoemaker, se: Shoemaker-Levys komet
- Carl Siegel, se: Siegels paradox
- Werner von Siemens, se: Siemens
- Wacław Sierpiński, se: Sierpinskimatta, Sierpinskipyramid, Sierpinskitriangel
- Rolf Sievert, se: Sievert
- Igor Sikorsky, se: Sikorsky
- Étienne de Silhouette, se: Silhuett
- Benjamin Silliman, se: Sillimanit
- Morris Simmonds, se: Simmonds sjukdom
- Thomas Simpson, se: Simpsons formel
- Sisyfos, se: Sisyfosarbete
- Henrik Sjögren, se: Sjögrens syndrom
- J.F. Skjellerup, se: Grigg-Skjellerups komet
- Thoralf Skolem, se: Löwenheim-Skolem-Tarskis sats, Skolems paradox
- Maria Ann Smith, se: Granny Smith
- Edward Smith-Stanley (earl Derby), se: Derby
- Willebrord Snell, se: Snells lag
- Frederick Soddy, se: Soddyit
- drottning Sophia, se: Sophiahemmet
- Robert de Sorbon, se: Sorbonne
- John Philip Sousa, se: Sousafon
- Spartacus, se: Spartakistupproret
- Maximilian von Spee, se: Admiral Graf Spee
- Aleksej Stachanov, se: Stachanovit
- Franklin Stahl, se: Meselson-Stahls experiment
- Stalin, se: Stalinism, Stalinorgel
- Jožef Stefan, se: Stefan–Boltzmanns lag, Stefan–Boltzmanns konstant
- Carl Stenborg, se: Stenborgare
- Stentor, se: Stentorsröst
- Edouard Stéphan, se: Stephans kvintett
- Carl Sternberg, se: Sternbergs sjukdom, Sternberg–Reed-cell
- Albert Mason Stevens, se: Stevens-Johnson syndrom
- John Batterson Stetson, se: Stetson
- Thomas Stieltjes, se: Stieltjesintegral
- Sir George F. Still, se: Stills sjukdom
- James Stirling, se: Stirlings formel, Stirlingtal
- Robert Stirling, se: Stirlingmotor
- George Gabriel Stokes, se: Stokes sats
- William Stokes, se: Adams-Stokes syndrom
- Ernst Straus, se: Erdős-Straus förmodan
- Lotte Strauss, se: Churg–Strauss syndrom
- Stroganov, se: Biff stroganoff, Korv stroganoff
- Gustaf Strömberg, se: Strömbergs asymmetriska drift,
- Jan-Olov Strömberg, se: Stein–Strömbergsteorem, Strömbergswavelet
- Bengt Strömgren, se: Strömgrenfotometri, Strömgrensfären, Strömgrensintegral, 1846 Bengt (asteroid
- Sigrid Strömgren, se 1493 Sigrid (asteroid)
- William Allen Sturge, se: Sturge-Webers sjukdom
- The Svedberg, se: Svedberg (måttenhet), Svedberg (månkrater), The Svedberg-laboratoriet
- Edward Swift, se kometerna: 54P/de Vico-Swift-NEAT
- Jonathan Swift, se Swift (Deimoskrater)
- Lewis A. Swift, se: Swift-Tuttles komet, Tempel-Swift-LINEARs komet, 64P/Swift–Gehrels

## T
- Mikito Takayasu, se: Takayasus arterit
- Yutaka Taniyama, se: Taniyama-Shimuras förmodan
- Tantalos, se: Tantali kval, Tantal
- Alfred Tarski, se: Löwenheim-Skolem-Tarskis sats, Tarski-Banachs paradox, Tarski-monstergrupp, Tarskis axiom
- Warren Tay, se: Tay-Sachs sjukdom
- Brook Taylor, se: Taylorserie, Taylors teorem
- Frederick Winslow Taylor, se: Taylorism
- John Tebbutt, se: Tebbutts komet
- Wilhelm Tempel, se: Tempel-Tuttles komet, Tempel 1, Tempel-Swift-LINEARs komet, Tempel (månkrater)
- Don Juan Tenorio, se: Don Juan
- Nikola Tesla, se: Tesla, Teslaströmmar, Teslatransformator, Tesla (månkrater), 2244 Tesla (småplanet)
- Léon Thérémin, se: Theremin
- Thespis, se: Thespiskärra
- Leon Charles Thévenin, se: Thévenins teorem, Théveninsk spänningskälla
- Carl Thiersch, se: Thierschning
- Sidney Gilchrist Thomas, se: Thomasprocessen, Thomasfosfat
- Asmus Julius Thomsen, se: Thomsens sjukdom
- William Thomson (Lord Kelvin), se: Joule-Thomson-effekten, Kelvin, Kelvin-Helmholtz-kontraktion, med flera
- Michael Thonet, se: Thonetstol
- Louis Comfort Tiffany, se: Tiffanylampa, Tiffanyteknik
- Alfred von Tirpitz, se: Tirpitz
- Johann Titius, se: Titius–Bodes lag, Titius (månkrater), 1998 Titius (asteroid)
- Pafnutij Tjebysjov, se: Chebyshevs sats, Tjebysjovs olikhet och Tjebysjovpolynom
- Klim Tjurjumov, se: 67P/Churyumov-Gerasimenko (komet), 2627 Churyumov (asteroid)
- James Tobin, se: Tobinskatt
- Lev Tolstoj, se: Tolstojmedaljen
- Tor, se: Thorium, Tordön, Torsdag
- Linus Torvalds, se: Linux
- Paul Trénaunay, se: Klippel-Trénaunays syndrom
- Lev Trotskij, se: Trotskism
- Harry S. Truman, se: Trumandoktrinen
- Robert J. Trumpler, se: Trumplers klassifikation av öppna stjärnhopar, Trumpler (månkrater), Trumpler (Marskrater)
- Brent Tully, se: Tully-Fisher-relationen
- Andrej Tupolev, se: Tupolev
- Alan M. Turing, se: Turingmaskin, Turingtest
- Horace Tuttle, se: Swift-Tuttles komet, Tempel-Tuttles komet, Tuttles komet

## U
- Uranos, se: Uran
- Uria, se: Uriabrev

## V
- Sankt Valentinus, se: Valentindagen
- Vanadis, se: Vanadin
- George Vancouver, se: Vancouver, Vancouver Island
- Louis Henri Vaquez, se: Vaquez-Oslers sjukdom
- Gustav Vasa, se: Vasaloppet
- Abraham Vater, se: Vater–Pacinis kroppar
- Venus, se: Venerisk
- Vesta, se: Vestal
- Amerigo Vespucci, se: Amerika
- Francesco de Vico, se 54P/de Vico-Swift-NEAT, De Vico (månkrater), 20103 de Vico (asteroid)
- Victoria av Storbritannien, se: Queensland, Victoria, Australien, Victoria, British Columbia, Victoria, Seychellerna, Victoriaön, Victoriafallen, Victoria järnvägsstation (London), Victoriasjön, Stora Victoriaöknen, Viktoriakorset
- Porter Paisley Vinson, se: Plummer-Vinsons syndrom
- Rudolf Virchow, se: Virchows körtel, Virchows triad, Virchow (kulle i Antarktis)
- George Volkoff, se: Oppenheimer-Volkoff-massan
- Alessandro Volta, se: Volt
- Vulcanus, se: Vulkan, Vulkanisering

## W
- Arno Arthur Wachmann, se: Schwassmann-Wachmanns komet
- Richard Wagner, se: wagnertuba
- Ivar Waller, se: Debye–Waller faktorn
- John Wallis, se: Wallis produkt
- Günter Wallraff, se: Wallraffa
- Felix Wankel, se: Wankelmotor
- August von Wassermann, se: Wassermanns antikropp, Wassermannreaktion, Wassermanns test
- Rupert Waterhouse, se: Waterhouse–Friderichsens syndrom
- James Watt, se: Watt
- Ernst Heinrich Weber, se: Webers försök, Webers lag
- Frederick Parkes Weber, se: Sturge-Webers sjukdom, Weber–Christians sjukdom, Parkes-Weber syndrom, Osler–Weber–Rendus sjukdom, Klippel-Trénaunay-Webers syndrom
- Wilhelm Eduard Weber, se: Weber, Webers elektriska grundlag
- David Wechsler, se: Wechsler-skalorna, Wechsler Intelligence Scale for Children, Wechsler Adult Intelligence Scale, Wechsler Preschool and Primary Scale of Intelligence
- Josiah Wedgwood, se: Wedgwood
- Friedrich Wegener, se: Wegeners granulomatos
- Adolf Weil, se: Weils sjukdom
- Edmund Weil, se: Weil–Felix reaktion
- Steven Weinberg, se: Weinberg-Salammodellen
- Peter J. Weinberger, se: awk
- Carl Friedrich von Weizsäcker, se: von Weizsäckers teori för planetsystemets uppkomst, Weizsäckers massformel
- Edvard Welander, se: Welanderhem
- Arthur Wellesley Wellington, se: Wellington
- Carl Auer von Welsbach, se: Auerlampa, Auermetall
- Wilfred R. Welsh, se: Welshit
- Carl Wernicke, se: Pick-Wernickes syndrom, Wernickes centrum, Wernickes encefalopati, Wernicke-Korsakoffs syndrom
- Roberto Johann Wernicke, se: Posadas-Wernickes sjukdom
- Richard West, se: Wests komet
- Bengt Westerberg, se: Westerbergeffekt
- Hermann Weyl , se: Weylmodul, Weyls lemma, Weylsumma, Weyls kriterium
- Fernand Widal, se: Widals prov, Hayem-Widals syndrom
- Alois von Beckh-Widmanstätten, se: Widmanstättenska mönster, 21564 Widmanstätten (småplanet), Widmannstätten (månkrater)
- Gustav Heinrich Wiedemann, se: Wiedemann-Franz-lag
- Erik Adolf von Willebrand, se: von Willebrands sjukdom, von Willebrands faktor
- Heinrich Willi, se: Prader-Willis syndrom
- Max Wilms, se: Wilms tumör
- Alexander Wilson, se: Wilsoneffekten
- Charles Thomson Rees Wilson, se: Wilsonkammare
- John Wilson, se: Wilsons sats
- Samuel Kinnier Wilson, se: Wilsons sjukdom
- Samuel Wilson, se: Uncle Sam
- Olin Wilson, se: Wilson-Bappu-relationen
- Oliver Winchester, se: Winchester
- Charles Wolf, se: Wolf-Rayet-stjärna
- Max Wolf, se: Wolfdiagram, Wolf-Palisa-kartorna
- Reinhard Woltmann, se Woltmannvinge
- Rudolph Wurlitzer, se: Wurlitzerorgel
- Sarah Wägnert, se: Lex Sarah

## X
- Xantippa

## Y
- Elihu Yale, se: Yale
- Chen Ning Yang, se: Yang-Millsfältet, Yang-Millssymmetri
- Thomas Young, se: Young-Helmholtz teori

## Z
- Alonzo Zanoni, se: Alonsoa
- Pieter Zeeman, se: Zeemaneffekten, Zeeman (månkrater)
- Hans Zellweger, se: Zellwegers syndrom
- Clarence Melvin Zener, se: Zenerdiod
- Zenon från Elea, se: Zenons paradoxer
- Ferdinand von Zeppelin, se: Zeppelinare
- Ernst Zermelo, se: Zermelo-Fraenkels axiomsystem
- Ernst Zinner, se: Giacobini-Zinners komet
- George Kingsley Zipf, se: Zipfs lag
- Bernhard Zondek, se: Ascheims-Zondeks graviditetsreaktion
- Anders och Emma Zorn, se: Zornpriset och Zornmärket
- Johann Carl Friedrich Zöllner, se: Zöllnerfotometern och Zöllners illusion

## Å
- Anders Ångström, se: Ångström